# Aradac
Aradac (cyr. Арадац) – wieś w Serbii, w Wojwodinie, w okręgu środkowobanackim, w mieście Zrenjanin. W 2011 roku liczyła 3335 mieszkańców.